# Wapen van Warmond

Het wapen van Warmond (1927)

Het wapen van Warmond (1816 - 1927)

Het wapen van Warmond werd op 24 juli 1816 bij besluit van de Hoge Raad van Adel aan de Zuid-Hollandse gemeente Warmond bevestigd. Op 24 november 1927 is het wapen uitgebreid met een kroon en twee schildhouders. Op 1 januari 2006 is de gemeente samen met Sassenheim en Voorhout opgegaan in de gemeente Teylingen, waardoor het wapen niet langer officieel gebruikt wordt. In het wapen van Teylingen zijn geen elementen uit het wapen van Warmond opgenomen.

## Blazoenering
De blazoenering van het wapen van Warmond van 24 juli 1816 luidt als volgt:
Van lazuur, beladen met een kruis van zilver.
De heraldische kleuren in het wapen zijn lazuue (blauw) en zilver (wit).
De blazoenering van het wapen van Warmond van 24 november 1927 luidt als volgt:
 In azuur een zilveren kruis; het schild gedekt met eene gouden kroon van drie bladeren en twee paarlen. Schildhouders; twee aanziende leeuwen van goud, getongd en genageld van keel.
De heraldische kleuren in het wapen zijn lazuue (blauw), zilver (wit), goud (geel) en keel (rood). Het schild is gedekt met een gravenkroon en als schildhouders zijn twee aanziende leeuwen toegevoegd.

## Geschiedenis
Het wapen is ontleend aan het geslachtswapen van de 13de-eeuwse heren van Warmond.. Het geslachtswapen ging zoals gebruikelijk over op het bezit op deze heren: het ambacht (vanaf 1402 hoge en vrije heerlijkheid) Warmond, waar het wapen in gebruik bleef.